# Petz : Ma famille poulains
Petz : Ma famille poulains (Petz: Horseshoe Ranch) est un jeu vidéo de gestion développé par Ubisoft Nagoya et édité par Ubisoft, sorti en 2009 sur Nintendo DS.